# Línea 31 (Córdoba)
La línea 31, anteriormente denominada línea R3, es una línea de transporte urbano de pasajeros de la ciudad de Córdoba, Argentina. El servicio está actualmente operado por la empresa municipal T.A.M.S.E.

## Recorrido
De B° Carrara de Horizonte al Polo Sanitario.
 Servicio diurno.
Ida:  De calle Pública “E” Sur – Calle 12 Sur – Pública “A” Sur – Colonia Impira – 2 de Septiembre – Rosario del Dorado – Ralicó – Soldado Eduardo Sosa – F. Casado – Lago Argentino – Av. Armada Argentina – Piamonte – Río Negro – Hugo Alberto García – Piamonte – Horacio Salusso – C. Coto – Máximo Mena – Río Negro – Huiliches – Iruya – Tartagal – Doc. Federico Padula – San Antonio – Cruce FF CC Cacheuta – Baigorria – Corro – Naciones – Unidas – Friuli – Romagosa – Santiago Cáceres – Alejandro Centeno – Ayacucho – Juan Bautista Gil – Cáceres – Los Cocos – Belgrano –Tucumán – Av. Colón – Av. Emilio Olmos – Bv. Guzmán– Bv. Perón – Bajada Pucará – Hasta Segunda Rotonda.
Regreso:  De Segunda Rotonda – Bajada Pucará – Agustín Garzón – Esposos Curie – Rotonda – Agustín Garzón – Bv. Perón – Bv. Guzmán – Lima – Av. Maipú – Sarmiento – Humberto Primo – Av. General Paz – Av. Vélez Sarsfield – Pza. de las Américas – Richardson – Marcelo T. de Alvear – Cruza Puente –Santa María – Ayacucho – Dr. Ernesto Finocchietto – Corro – Baigorria – Cruce FF CC Cacheuta – San Antonio – Dr. Manuel Parga – Río Hondo – La Banda – Huiliches – Río Negro – Máximo Menna – C. Coto – Horacio Salusso – Apontes – Nuestra Sra. De Luján – Hugo Alberto García – Río Negro – Piamonte – Av. Armada Argentina – Lago Argentino – Casado – Soldado Eduardo Sosa – Ralicó – Rosario del Dorado – 2 de Septiembre – Colonia Impira – Pública “A” Sur – Calle 12 Sur – Pública “E” Sur. 